# Mitsuko Mito
Mitsuko Mito (水戸光子 Mito Mitsuko?, 23 de marzo de 1919 – 5 de abril de 1981) fue una actriz japonesa. Ella apareció en más de 50 películas entre 1935 y 1973.

## Filmografía seleccionada
- Había un padre (1942)
- Amor en llamas (1949)
- La historia de Genji (1951)
- Hibari no komoriuta (1951)
- Avalanche (1952)
- Dedication of the Great Buddha (1952)
- Cuentos de la luna pálida (1953)
- Samurai II: Duel at Ichijoji Temple (1955)
- Sorrow is Only for Women (1958)
- La princesa errante (1960)